# Podochilus bilobulatus
Podochilus bilobulatus är en orkidéart som beskrevs av Rudolf Schlechter. Podochilus bilobulatus ingår i släktet Podochilus och familjen orkidéer. Inga underarter finns listade i Catalogue of Life.